# Щёголев, Сидор Григорьевич
Си́дор (Иси́дор) Григо́рьевич Щёголев (1807—1869) — красноярский купец I гильдии, потомственный почётный гражданин.

## Биография
Внук вязниковского купца Евдокима Осиповича Щёголева. Начинал как мелкий торговец Вязниковского уезда Владимирской губернии. Записывался в купечество Барнаула, Мариинска и Нижнеудинска. В Барнауле торговал старший брат — Егор Григорьевич Щёголев. Вёл деятельность в Енисейской губернии через сеть приказчиков. В 1829 году нанимал 5 приказчиков. Записался в купечество Красноярска в 1840 году. В 1848 году гостином дворе Красноярска владел тремя лавками.
Торговал крупным оптом в Кяхте в 1840-е и 1850-е. В 1860-е занимался винокурением.
Входил в число пайщиков золотодобывающей компании красноярского купца П. И. Кузнецова. Щёголев владел пятью из тринадцати паёв компании. В 1840-е в компании работало 1 000 человек, добывалось 80 пудов золота в год. На Крестовоздвиженском прииске за всё время его работы было добыто 1 000 пудов золота. Щёголев также владел приисками в Алтайском округе, которые продал в 1862 году.

## Общественная деятельность
Городской голова (1859—1861). Директор губернского комитета попечительного общества о тюрьмах в 1863 году.

## Благотворительность
Вместе с купцами П. И. Кузнецовым и Н. П. Некрасовым пожертвовал приамурским переселенцам 5,3 млн рублей серебром. После пожара в Енисейске в 1869 году пожертвовал 3 000 пудов муки жителям города.
В 1861 году пожертвовал 560 000 рублей серебром на восстановление Богородице-Рождественского собора. За это пожертвование Щёголев 22 июня 1863 года был награждён орденом св. Анны 2 ст. и пожалован во дворянство.
С южной стороны собора был построен придел во имя великомучеников Исидора и Татьяны, в котором были похоронены супруги Щёголевы.
Завещал Красноярску 100 000 рублей.

## Семья
Жена Татьяна Ивановна — из бедных мещан, умерла в 1879 году. Вела крупную благотворительную деятельность.
Дети:
- Григорий Сидорович (1846—1890) — умер в Ницце.
- Александр Сидорович (умер в 1903 году) — красноярский и мариинский купец I гильдии. Золотопромышленник.
- Дмитрий Сидорович (родился в 1840 году) — красноярский купец II гильдии. Потомственный почётный гражданин. Золотопромышленник.